# Bandits à Milan
Pour plus de détails, voir Fiche technique et Distribution.
Bandits à Milan (Banditi a Milano) est un film italien réalisé par Carlo Lizzani, sorti en 1968.
Il est considéré comme le « film-matrice » du genre poliziottesco. Il a été sélectionné pour figurer dans la compétition du festival de Cannes 1968 avant que la tenue du festival ne soit annulée du fait des événements de mai.
C'est avec ce film que commence la carrière d'Agostina Belli.

## Synopsis
Le film suit tout d'abord la police avec un souci quasi documentaire sur un braquage sanglant à Milan qui a occasionné la mort de quatre personnes. Puis nous passons du côté des bandits.

## Fiche technique
- Titre : Bandits à Milan
- Titre original : Banditi a Milano
- Réalisation : Carlo Lizzani
- Scénario : Carlo Lizzani, Massimo De Rita et Arduino Maiuri
- Musique : Riz Ortolani
- Photographie : Otello Spila et Giuseppe Ruzzolini (non crédité)
- Production : Nino Crisman et Dino De Laurentiis
- Pays d'origine : Italie
- Date de sortie : 1968
- Affiche : Michel Landi (France)

## Distribution
- Gian Maria Volonté : Pietro Cavallero
- Tomás Milián : Commissaire Basevi
- Margaret Lee : Prostituée
- Carla Gravina : Anna
- Agostina Belli : L'otage
- Ray Lovelock : Tuccio
- Don Backy : Sante Notarnicola
- Laura Solari : la mère de Tuccio
- Margaret Lee : une prostituée
- Ezio Sancrotti : Bartolini
- Carlo Lizzani : Officier de police (non crédité)
- Pietro Martellanza : le protecteur